# عشق و مرگ (مجموعه تلویزیونی)
عشق و مرگ (انگلیسی: Love & Death) یک مینی‌سریال تلویزیونی درام جنایی آمریکایی به کارگردانی لزلی لینکا گلتر و نویسندگی دیوید ای کلی است که در سال ۲۰۲۳ از اچ‌بی‌او مکس پخش شد. الیزابت اولسن و جسی پلمونس از بازیگران این مینی‌سریال هستند.

## داستان
این سریال بر اساس داستان واقعی یک زن خانه‌دار در وایلی، تگزاس به نام کندی مونتگومری، که در سال ۱۹۸۰ دوستش بتی گور را به شکل وحشیانه‌ای با تبر به قتل رسانده، ساخته شده‌است.

## بازیگران
- الیزابت اولسن در نقش کندی مونتگومری
- جسی پلمونس در نقش آلن گور
- پاتریک فوگیت در نقش پت مونتگومری
- لی‌لی ریب در نقش بتی گور
- کی‌یر گیلکریست در نقش ران آدامز
- الیزابت مارول در نقش جکی پاندر
- تام پلفری در نقش دان کراودر
- کریستن ریتر در نقش شری کلکلر
- ریچارد سی. جونز در نقش تام کلکلر
- آرون جی رم در نقش ریچارد گارلینگتون
- فابیولا آندوجار در نقش مری آدامز
- برایان دارسی جیمز در نقش فرد فیسن
- اولیویا اپلگیت در نقش کارول کراودر
- مکنزی آستین در نقش تام اوکانل
- آدام کراپر در نقش رابرت اوداشن
- بروس مک‌گیل در نقش تام رایان

## تولید
در مه ۲۰۲۱ اعلام شد که اچ‌بی‌او مکس یک مجموعه تلویزیونی با بازی الیزابت اولسن خواهد داشت. جسی پلمونس در اواخر ماه به جمع بازیگران پیوست. در ژوئن، پاتریک فوگیت به لیست بازیگران این سریال اضافه شد، و لی‌لی ریب، کی‌یر گیلکریست، الیزابت مارول، تام پلفری و کریستن ریتر در ماه‌های بعد پیوستند.
در درجه اول فیلمبرداری در ۲۷ سپتامبر ۲۰۲۱ آغاز و در صحنه صدا در کایل، تگزاس انجام شد. فیلمبرداری در ۷ آوریل ۲۰۲۲ به پایان رسید. فیلمبرداری در مکانی در آستین، تگزاس و مناطق اطراف آن انجام شد که شامل لا گرانج، تگزاس، کوپلند، تگزاس، جرج‌تاون، تگزاس، هوتو، تگزاس، سیگوین، تگزاس، کرویل، تگزاس، لاکهارت، تگزاس، کایلین، تگزاس، اسمیتویل، تگزاس و سن مارکوس، تگزاس می‌شود.

## پخش
سه قسمت نخست عشق و مرگ در ۲۷ آوریل ۲۰۲۳ از اچ‌بی‌او مکس پخش شد. سایر قسمت‌ها به صورت هفتگی تا ۲۵ مه پخش شدند.

## بازخورد
عشق و مرگ بر اساس نظر ۳۷ منتقد در وبگاه راتن تومیتوز، امتیاز ۶۳٪ با میانگین نمرهٔ ۶٫۶/۱۰ را کسب کرده‌است. این مجموعه در متاکریتیک، که از میانگین وزنی استفاده می‌کند، بر اساس نظر ۱۸ منتقد امتیاز ۶۰ از ۱۰۰ را کسب کرده که نشان‌گر «نقدهای مختلط یا متوسط» است.